# 우주 쓰레기

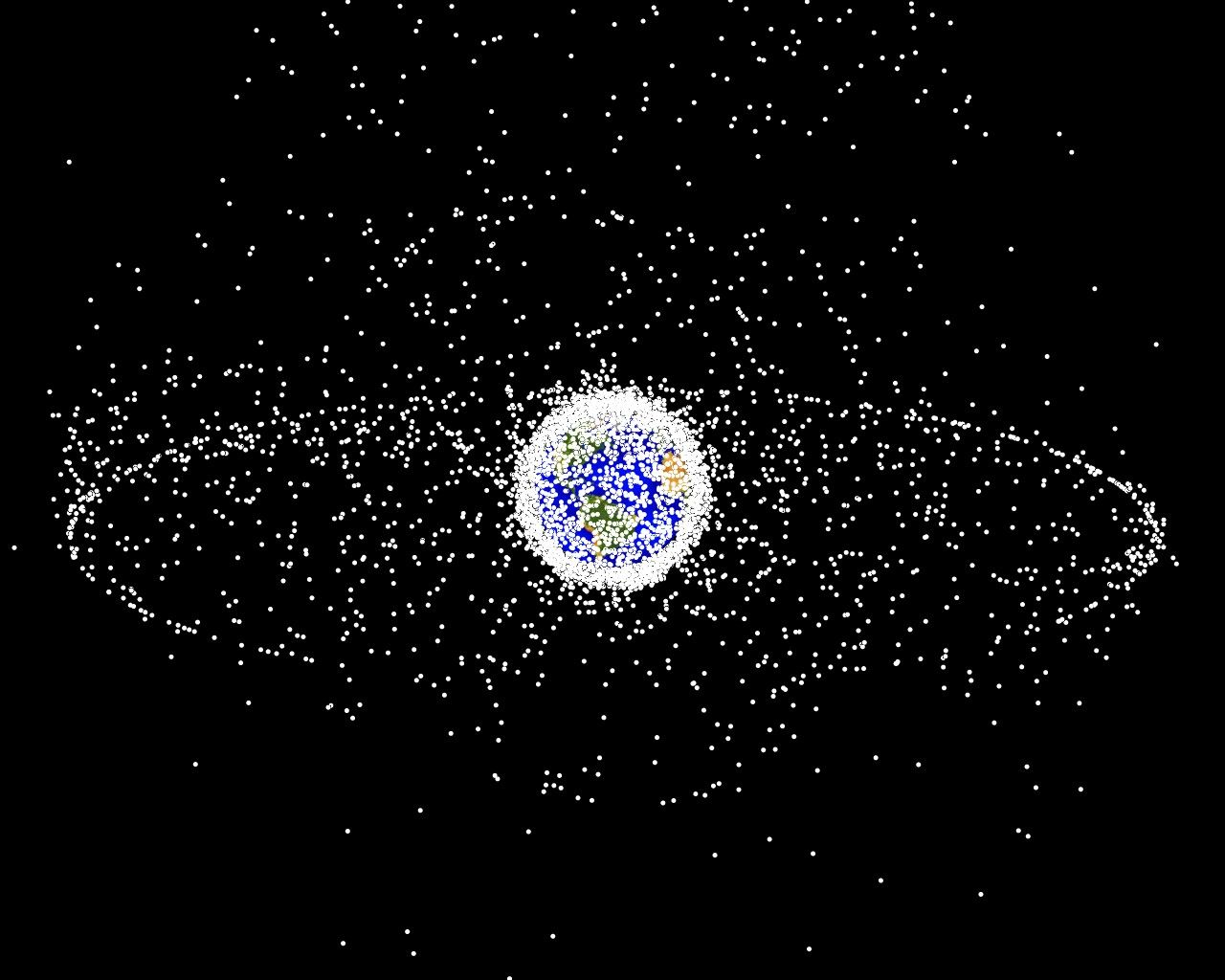
반지 모양을 띈 지구 정지 궤도의 쓰레기들과 지구 근처를 덮고 있는 지구 저궤도의 쓰레기들

우주 쓰레기(영어: space debris, space junk, space garbage, space trash, space waste, 문화어: 우주오물(宇宙汚物))는 우주에서 이동하는 활용되지 않는 모든 인공 물체를 말한다. 여기에는 발사 로켓의 하단부, 오래된 인공위성, 부식이나 충돌 등으로 인한 파편 등이 포함된다.

## 개요

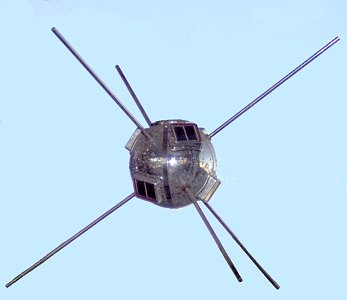
뱅가드 1호는 1958년 발사 이후 50년 이상 궤도를 돌고 있다. 1964년 통신은 두절되었으나, 궤도에는 240년 이상 머무를 것이다

‘우주 쓰레기’에는 수명이 다 되어 기능이 정지되었거나 사고 및 고장으로 제어가 되지 않는 인공위성부터 위성 발사에 사용된 로켓 본체와 그 부품, 다단 로켓의 분리로 생긴 파편, 파편끼리의 충돌로 생긴 작은 파편, 더 나아가 우주 비행사가 떨어트린 공구와 장갑, 부품까지 포함된다. 천연 암석과 광물, 금속으로 구성된 우주 먼지는 유성 물질로 따로 구별하고 있다.
옛 소련이 스푸트니크 1호를 발사한 이후 세계 각국에서 4,000여회가 넘는 발사가 이루어지면서 몇 배에 달하는 파편이 발생했다. 많은 파편들이 대기권에 진입하여 불타 사라졌지만, 현재에도 4,500톤을 넘는 양이 우주에 남아있다.
이들 우주 쓰레기의 양은 점점 증가 추세를 보이는데, 이들 우주 쓰레기들이 서로 다른 궤도를 돌고 있기 때문에 회수하기가 어렵다. 이들이 우주상에서 작동하는 인공위성이나 유인 우주선, 국제 우주 정거장에 충돌하면 시설이 피해를 입어 파괴되거나 승무원의 생명에 큰 위험을 줄 수 있기 때문에 국제적인 문제가 되고 있다. 실제로 매우 작은 파편과 충돌하는 일은 빈번하게 보고된다.

## 위협
양은 지름 10cm를 넘는 것은 2014년, 2만3000개 이상으로 추산하고있으며, 지름 1cm를 넘는 것을 모두 합하면 50만~60만 개가 넘는다는 분석이 있다. 속도는 지구 중력에 의해 떨어지지 않고, 궤도 밖으로 벗어나지 않는 초속 7.9 km ~ 11.2 km 사이를 유지한다. 이에 따라 우주에서의 말라 비틀어진 페인트 조각 하나는 지구에서 250㎏ 물체가 시속 100km로 충돌하는 것과 맞먹는 충격을 준다.

## 감시

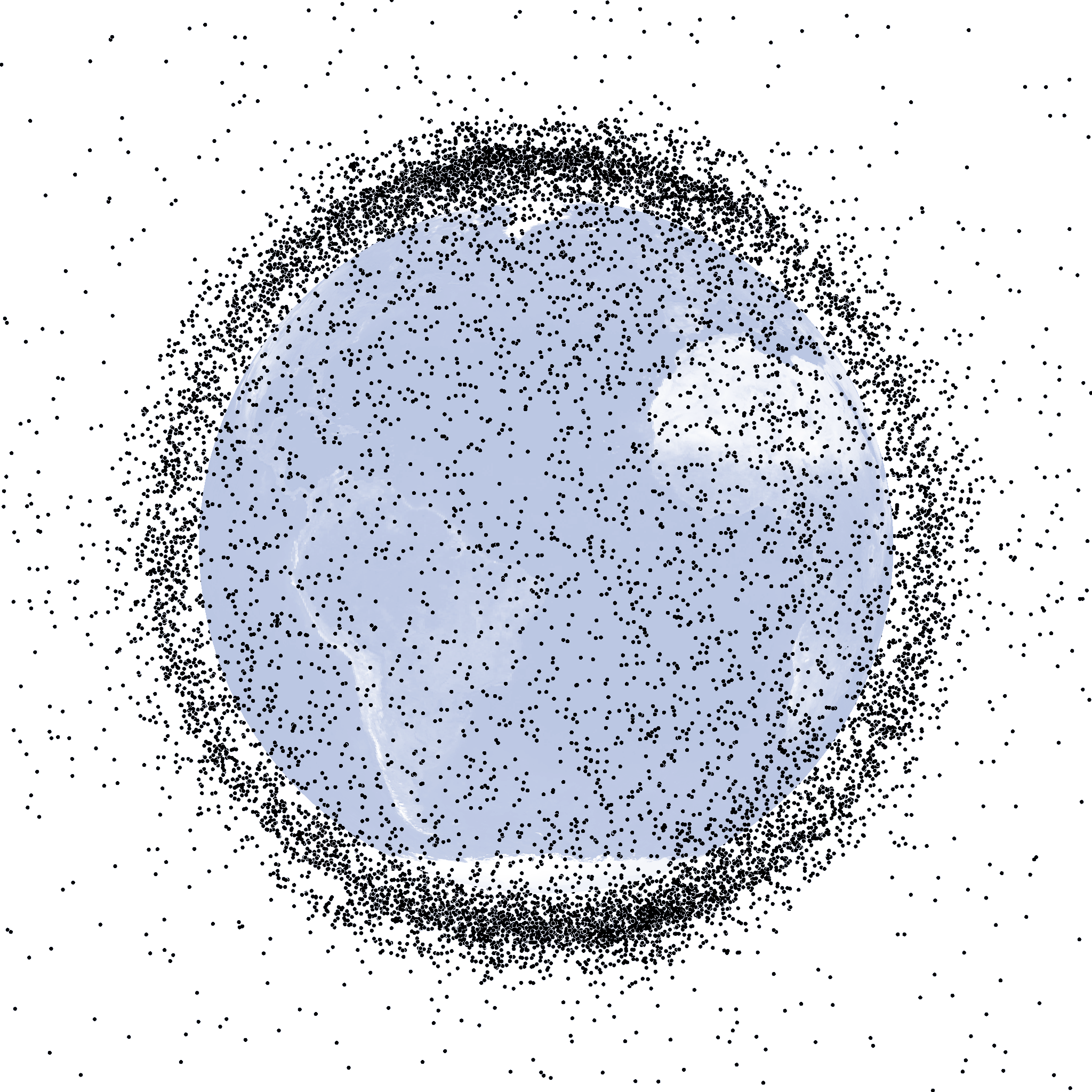
지구 저궤도를 도는 우주쓰레기의 분포 모형도

이러한 충돌을 방지할 목적으로 지구 근방의 파편 등을 관측하는 활동을 우주방위(Spaceguard)라고 한다.

### 미국
미국이 운영하는 '우주 감시 네트워크'(Space Surveillance Network, SSN)는 과거 북미항공우주방위사령부(NORAD)가 맡았으나, 이후 미국 전략사령부(USSTRATCOM) 산하 합동우주운영센터(JSpOC)로 이관 되었다. 이 시스템은 고성능 우주감시 레이다 26대와 지름 2m 이상의 대형 우주감시 망원경 3대를 통해 지름 10cm가 넘는 우주 쓰레기를 파악한다. 이 측정에서는 원거리 관측 자료이기에 40~50m 오차가 있을 수 있다. 총 5
또 러시아의 우주 감시 시스템(Space Surveillance System, SSS) 등은 약 10 cm 이상의 비교적 큰 파편들을 목록화하여 상시 감시를 하고 있다. 목록에 등록된 파편의 수만 약 9,000여개를 상회하며, 1mm 이하의 미세 파편까지 포함하면 수백개다.

## 처리 방법 후보

### 레이저 빗자루

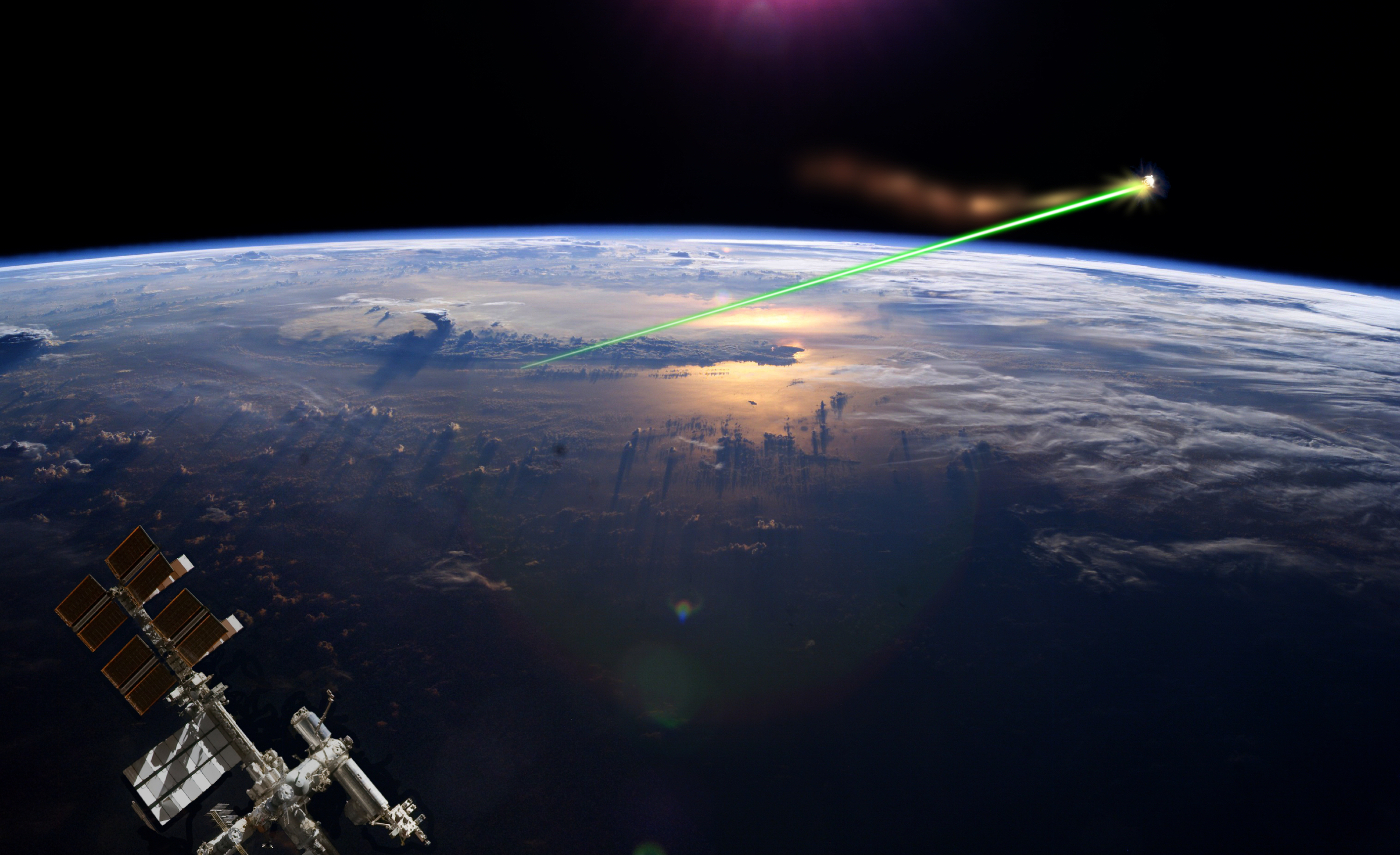
레이저 빗자루의 상상도

레이저 빗자루(Laser broom)는 미국 공군이 1990년대부터 추진하고 있는 방법이다. 지상에서 레이저 빔을 발사하여 쓰레기의 일부를 훼손시키면서 궤도가 바뀌게하는 방법으로, 지구 대기권으로 떨어지게하는 것이다. 단점은 비용이 많이 들고, 궤도 변경으로 인해 다른 쓰레기와의 충돌로 새로운 파편을 만들 가능성이 있다는 것이다.

### 전자기 밧줄
전자기 밧줄(Electromagnetic tether)은 미국 테더스언리미티드사가 개발한 장치로, 인공위성에 부착되어 지구 자기장과 상호작용해 인공위성을 스스로 지구 대기권으로 향하게 한다. 단점은 이미 활동하고 있는 기존 위성들에는 부착할 수 없다는 것으로, 이미 많아진 우주 쓰레기들을 처리하기엔 적합하지 않다.

### GOLD
골드(Gossamer Orbit Lowering Device:GOLD)는 글로벌에어로스페이스사가 내놓은 장치로, 거대 풍선과 제어 장치로 구성된다. 얇게 접고 펼 수 있으며, 무게가 37kg에 불과해 우주로 쉽게 내보낼 수 있다. 풍선의 재질이 얇아 작은 양의 가스로도 팽창가능하며, 구멍이 생겨도 작동가능하다. 이 풍선은 우주쓰레기를 거둬들인 뒤, 제어 장치를 통해 지구로 귀환하면서 작은 쓰레기를 산화시키고 큰 쓰레기는 바다로 내린다. 장점은 간단하면서도 추가 연료가 필요 없으며, 파편 생성 위험도 적고 쓰레기 처리도 안전하다는 점이다. 이 장치는 2009년 캐나다에서 열린 '천체역학 전문가 학술대회'에 소개되었다.

### 우주 끈끈이
우주 끈끈이(space flypaper)는 탄성 강하고 부드러운 800~1,600m의 거대한 막을 우주에 띄우는 방법으로, 여기에 부딪힌 쓰레기는 궤도를 잃고 시간이 지나 지구로 향하게 된다. 단점은 크기로 인해 궤도로 올리기 쉽지 않고, 궤도로 올려도 한번 속도를 잃으면 자체 중량으로 인해 지구로 떨어질 수 있다.

### 기타
스위스는 2015년에 집게달린 청소 위성으로 쓰레기를 붙잡고 대기권으로 떨어지는 실험을 계획하고있다. 이외에도 우주선 두대가 그물을 펼쳐 쓰레기를 모으는 방법도 제안되었다.

## 같이 보기
- 케슬러 증후군
- 톈궁 1호